# موش زمستان‌خواب کویر
موش زمستان‌خواب کویر (نام علمی: Selevinia betpakdalaensis) نام یک گونه از تیره موش زمستان‌خواب است.